# Zedník

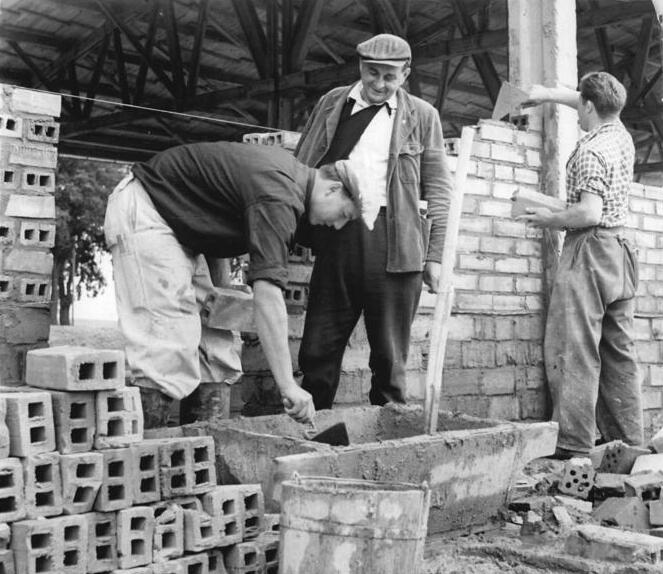
Zedníci při práci.

Zedník je – na rozdíl od pomocného dělníka, přidavače – odborně vzdělaný řemeslník v zednictví, tedy stavebním oboru věnujícímu se zděným konstrukcím stavby. Typickou, nikoli však výhradní činností je pokládání cihel, jejich spojování maltou a následné omítání. Zedníci se podílejí na stavbách a opravě betonových i cihlových staveb, jako jsou obytné domy, mosty nebo jiná zařízení z přírodních nebo umělých stavebních materiálů.
Zednické řemeslo je jedno z nejstarších. Zedníci původně používali jako stavební materiál kámen a byli úzce provázání s kamenictvím, o čemž svědčí i společné cechy. Za patrona zedníků jsou považováni sv. Štěpán a sv. Tomáš.

## Zedníci na Slovensku
Zpočátku zedníci pracovali zejména na stavbě církevních objektů. Práce na světských stavbách a měšťanských domech byly známy až od 15. století. Profesionální dovednosti si zedníci často předávali z pokolení na pokolení. Rozvoj stavebnictví zejména ve větších městech Uherska koncem 19. století si vyžádal velké množství námezdních dělníků. Zednictví bylo od konce 19. století jedním z typických slovenských řemesel. Slovenští zedníci např. z Liptova byli zruční stavitelé, žádaní v celém Uhersku i zahraničí. Mezi zedníky z Liptova se vyprofilovalo několik významných slovenských podnikatelů a veřejných činitelů jako Ján Hlavaj nebo Ján Nepomuk Bobula.